# Историјска демографија
Историјска демографија је историјска дисциплина која проучава структуру становништва у прошлости. Посебан део историјске демографије је Палеодемографија која проучава развој становништва у праисторији.
Ова наука (научна дисциплина) је настала у Француској и дефинисао је Луи Анри који се бавио проблематиком фертилитета у ХХ веку. Налази из поља историјске демографије су била значајна, како за анализу развитка становништва у прошлости, тако и за могуће предвиђање развоја становништва, на основу неких, већ виђених, сценарија. 
Кембриџска група за историју и социјалну структуру становништва је користила енглеске парохијске регистре да би реконструисала популациону историју од 1541. године. Важни су налази Принстонског универзитета који су истраживали промене стопа наталитета и морталитета у европским провинцијама од 1870. до 1960. године, и мада је ово истраживање рађено у сврху описивања тока демографске транзиције откривено је да су културни фактори били врло значајни за транзицију наталитета и морталитета, док је индустријализација имала периферну улогу. Такође су негиране заблуде да су домаћинства у прошлости била вишегенерацијска и бројна.
Извори података за ову науку су углавном регистри које су водиле верске организације у виду матичних књига рођених, умрлих, крштених, венчаних и које су познате под називом Матрикуле.